# Hans-Joachim Lühr
Hans-Joachim Lühr (* 5. April 1942 in Hameln) ist ein deutscher Brigadegeneral außer Dienst des Heeres der Bundeswehr und war zuletzt von 1997 bis 2003 der General der Nachschubtruppe und Kommandeur der Nachschubschule des Heeres in Osterholz-Scharmbeck.

## Leben
Beförderungen
- 1965 Leutnant
- 1968 Oberleutnant
- 1970 Hauptmann
- 1975 Major
- 1980 Oberstleutnant
- 1990 Oberst
- 1998 Brigadegeneral

Lühr trat Anfang April 1963 beim Panzerbataillon 83 in Lüneburg in die Bundeswehr ein, absolvierte als Reserveoffizieranwärter bis 1964 die Offizierausbildung in der Laufbahn der Offiziere des Truppendienstes der Reserve und wurde am 1. Januar 1965 zum Leutnant befördert. Anschließend hatte er eine Verwendung als Zugführer und Fernmeldeoffizier in der 2. Kompanie des Panzerbataillons 83. Von 1965 bis 1966 besuchte er die Heeresoffizierschule II in Hamburg als Angehöriger des 19. und 20. Offizierjahrgangs und war von 1966 bis 1970 erneut Zugführer im Panzerbataillon 83 und anschließend bis 1973 Kompaniechef der 2. Kompanie.
Von 1973 bis 1975 absolvierte Lühr den 16. Generalstabslehrgang Heer an der Führungsakademie der Bundeswehr in Hamburg, wo er zum Offizier im Generalstabsdienst ausgebildet wurde, und wurde 1975 zum Major befördert. Von 1975 bis 1977 war er G4 (Logistik) im Stab der Panzergrenadierbrigade 13 in Wetzlar und danach bis 1979 G4 der 5. Panzerdivision in Diez sowie bis 1982 G4 beim Deutschen Dienstältesten Offizier im Hauptquartier der Alliierten Landstreitkräfte Schleswig-Holstein und Jütland in Rendsburg. Von 1982 bis 1985 war er Referent im Führungsstab des Heeres, Stabsabteilung VI, Referat 3, im Bundesministerium der Verteidigung auf der Hardthöhe in Bonn und von 1985 bis 1989 in der Stabsabteilung V im Referat 1 (Fü H V 1). Im Folgenden wurde er stellvertretender Brigadekommandeur der Panzergrenadierbrigade 4 in Göttingen bis 1991 und danach bis 1994 G4 und Gruppenleiter der Abteilung V im Heeresamt in der Konrad-Adenauer-Kaserne in Köln. Von 1994 bis 1995 war er Referatsleiter Fü H V 1 und danach bis 1997 Abteilungsleiter VI und General für Einsatzunterstützung im Heer im Heeresamt. 
Ab Juli 1997 war Lühr General der Nachschubtruppe und Kommandeur der Nachschubschule des Heeres. Im Oktober 1998 erfolgte die Ernennung zum Brigadegeneral und mit Ablauf des April 2003 die Versetzung in den Ruhestand.
Lühr ist verheiratet und hat eine Tochter sowie einen Sohn.

## Auszeichnungen
- Ehrenkreuz der Bundeswehr in Gold
- Legion of Merit